# Džbán
Der Džbán (deutsch Krugwald, früher Zban) ist ein Höhenzug in Mittelböhmen in Tschechien.

## Lage
Der Džbán umfasst Gebiete im Süden des Okres Louny, im Westen des Okres Kladno und im Norden des Okres Rakovník.

## Beschreibung
Der Džbán ist eine Hochebene, die durch breite und tiefe Täler in mehrere tafelbergähnliche Plateaus zerschnitten ist. Sie besteht aus einer 3–12 Meter starken und festen Plänerschicht, unter der sich in 50–300 m Tiefe rötlicher Sandstein und darunter devonische und karbonische Lehmschichten befinden. Seine höchste Erhebung ist der Louštín (536,7 m), wenig niedriger ist mit knapp 536 m der namensgebende Džbán (Krug). Weitere Plateaus sind die Pšanská plošina, der Dřevíč, die Rovina und die Pravda.
Der Džbán bildet eine Wasserscheide zwischen der Ohře und der Berounka. Die Bäche Hasina und Smolnický potok fließen zur Ohře; der Bakovský potok zur Moldau, die Klíčava und die Loděnice zur Berounka.
In dem fruchtbaren Landstrich werden Getreide, Hopfen und Futterpflanzen angebaut. Bei Bílichov befindet sich in einer Population von Orchideen ein Naturschutzgebiet. Der Džbán ist Teil des Landschaftsschutzgebietes Džbán, das auch umliegende Gebiete umfasst.

## Geschichte
Der Džbán war seit jeher zwischen verschiedenen Grundherren aufgeteilt. Ein Teil des Gebietes gehörte zur Burg Dřevíč, die im Frühmittelalter vor der Übertragung ihrer Rechte auf die Stadt Slaný überregionale Bedeutung hatte. Die Burg Pravda fiel in der zweiten Hälfte des 16. Jahrhunderts wüst. Entlang des kounovsko-slánská sloj (Kaunowa-Schlaner Flöz) begann im 19. Jahrhundert der Abbau von Steinkohle.

## Geomorphologie

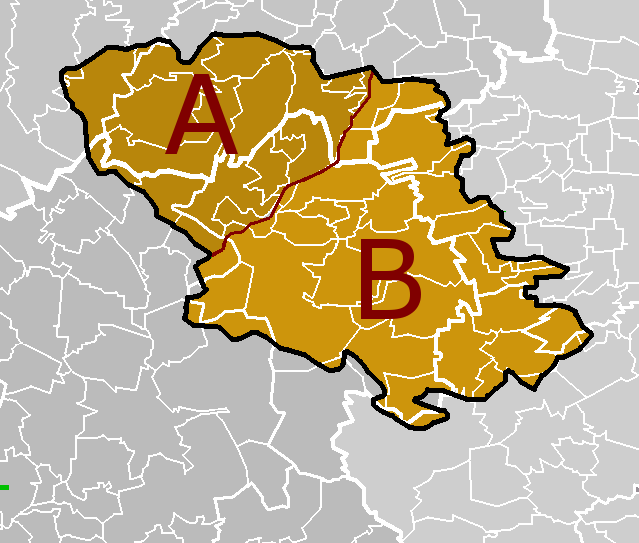
Einteilung des Džbán

Der Džbán ist eine geomorphologische Einheit der Brdská oblast in der Poberounská subprovincie und bildet zugleich deren nördlichsten Teil.
Das Gebiet wird unterteilt in
- A – die Ročovská vrchovina (Rotschauer Bergland) und
- B – Řevničovská pahorkatina (Rentscher Hügelland)